# Shane Embury
Shane Embury é um músico britânico. Ele toca baixo no Napalm Death e é o mais próximo do que podemos chamar da formação original da banda. Ele é o único membro que restou desde a turnê do álbum Scum do Napalm Death, substituindo Jim Whitely no baixo. Antes de entrar para a banda, ele tocava  na banda de death metal chamada Azagthoth com Pete Giles, que mais tarde tocaria com ele na banda Unseen Terror, aonde tocava bateria. Sua primeira banda era chamada Warhammer (ainda com Pete) e chegam a lançar uma demo chamada Abbatoir of Death e o som era fortemente influenciado pela banda estadunidense Possessed.
Ele também é conhecido pela sua longa lista de projetos paralelos. Teve uma banda de grindcore com os membros da banda Heresy chamada Unseen Terror, uma banda de thrash/hardcore chamada Blood from the Soul com membros da banda Sick of it All, uma banda de metal industrial chamada Meathook Seed com o guitarrista do Napalm Death e de membros da banda de death metal Obituary, uma banda inconvencional chamada Malformed Earthborn com membros do Brutal Truth, a banda de grindcore/death metal Lock Up que tinha membros do At The Gates e do Dimmu Borgir, e a banda de hardcore/grindcore Venomous Concept que tem integrantes do The Melvins e do Brutal Truth. O baixista andou tocando com o Brujeria na turnê mundial e recentemente anda tocando com a banda de black metal britânica chamada Anaal Nathrakh.
Atualmente ele vive em Wolverhampton na Inglaterra, junto com os outros integrantes do Napalm Death. Gosta muito de quadrinhos, livros de ficção e horror, filmes.